# Globerget
Globerget är ett naturreservat i Jokkmokks kommun och Älvsbyns kommun i Norrbottens län.
Området är naturskyddat sedan 2010 och är 1,8 kvadratkilometer stort. Reservatet omfattar Stora Globergets sydsluttning och en del av Globergsmyran. Reservatet består av gammal tallskog. 